# Alte Pfarrkirche St. Margaret

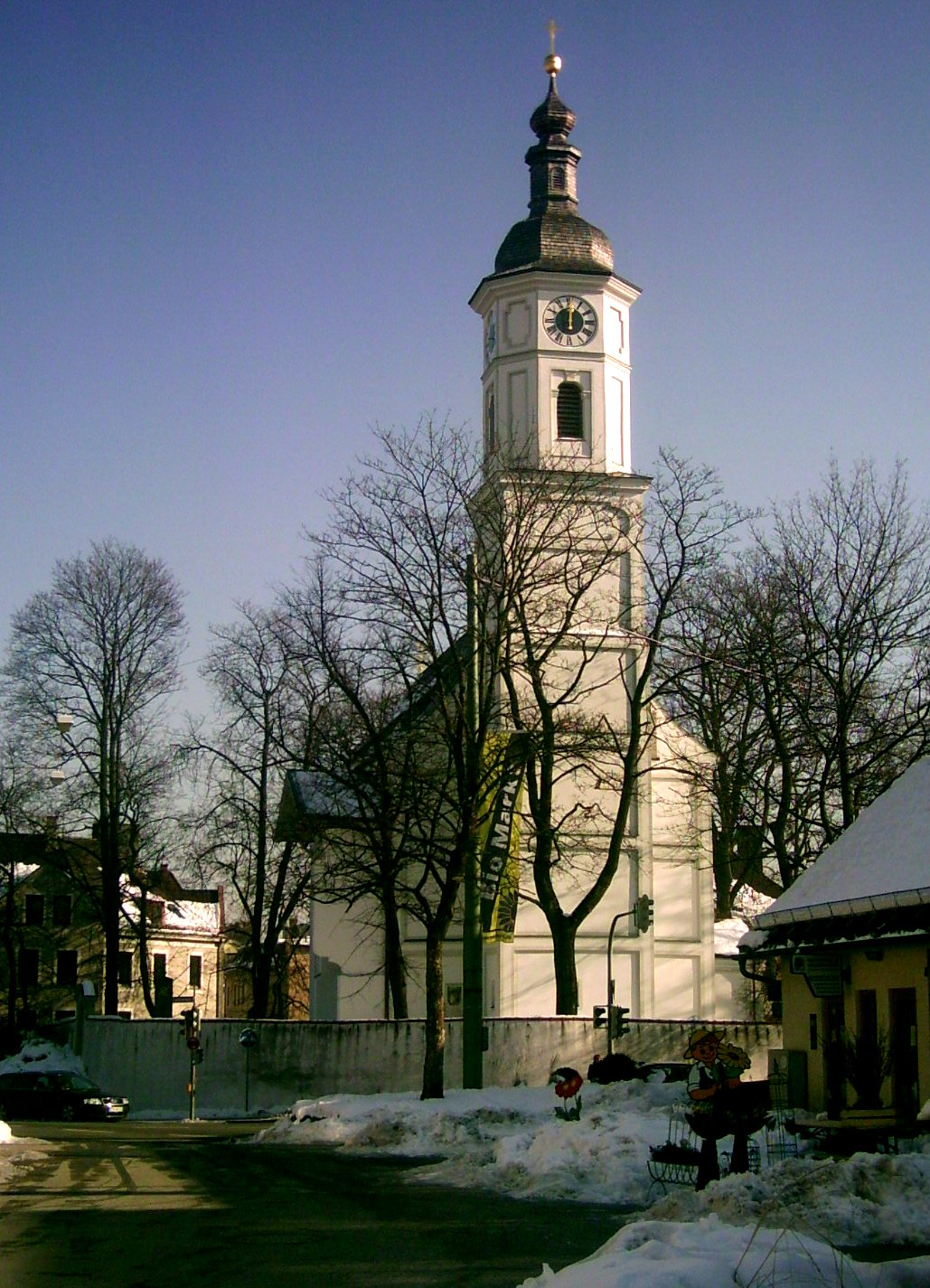
Alt-St.-Margaret vom westlich gelegenen Stemmerhof aus gesehen

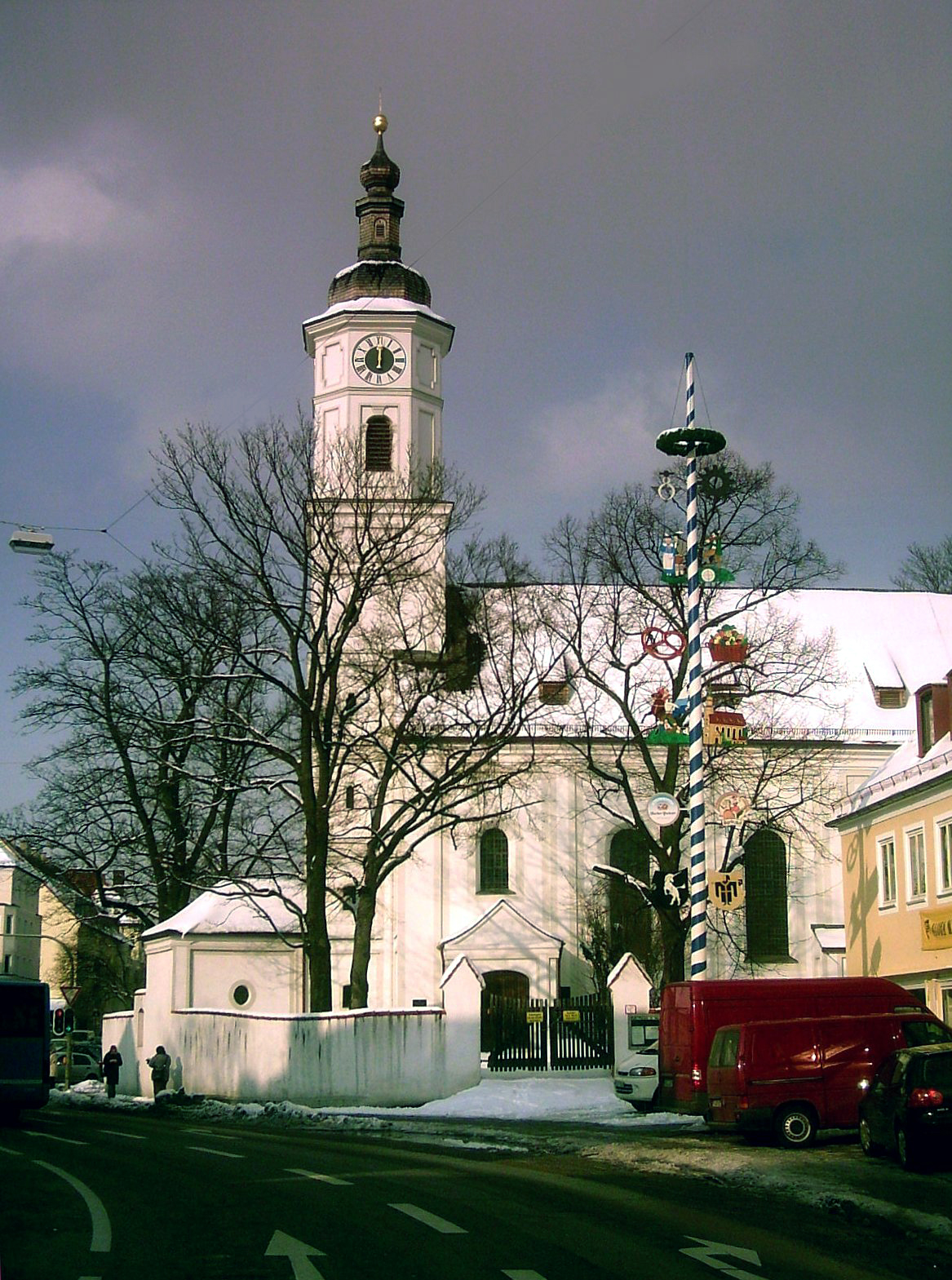
Die Kirche von Süden gesehen

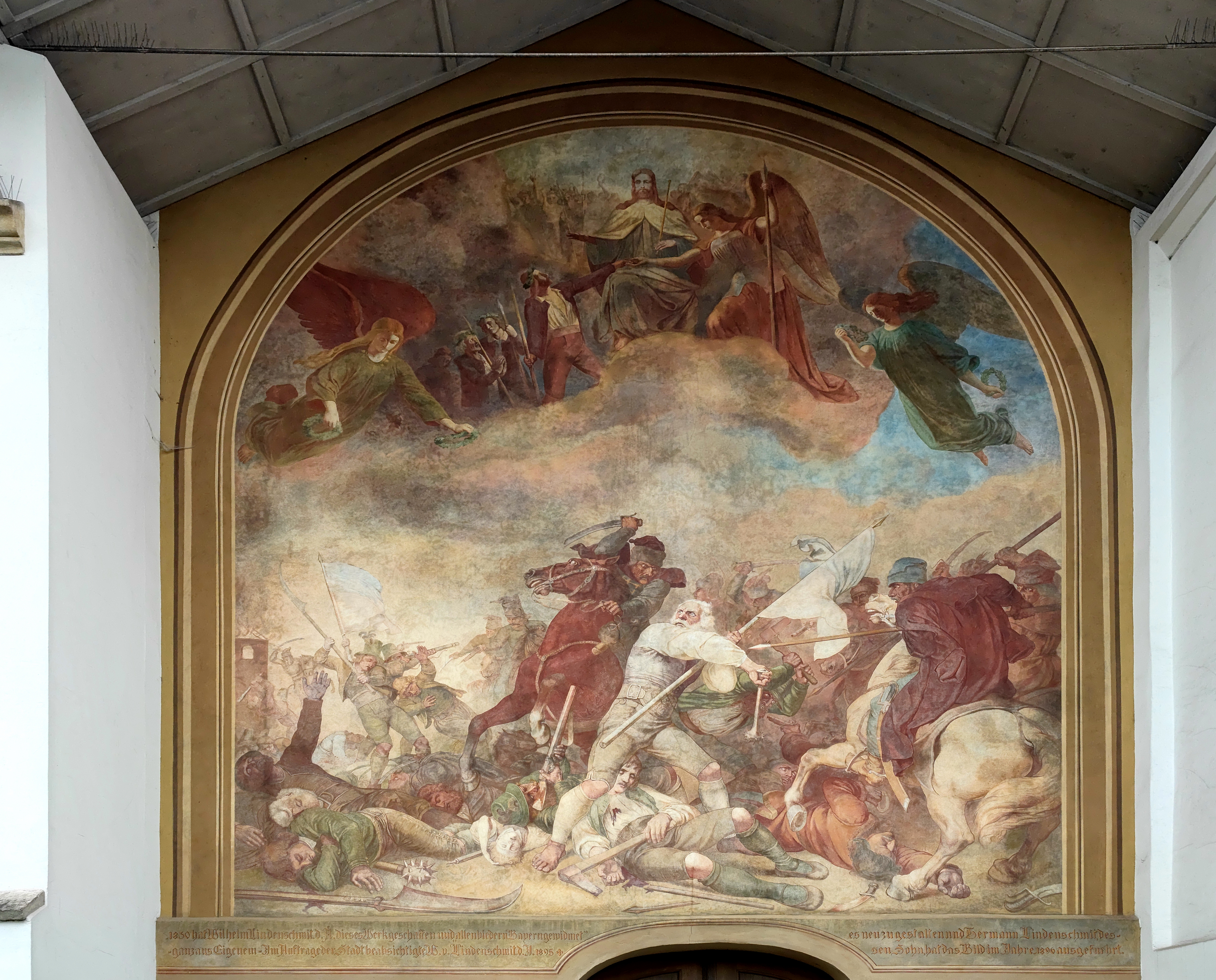
„Die Bauernschlacht von Sendling 1705“, Fresko von Wilhelm Lindenschmit d. Ä. an der Nordfassade (1830)

Die alte Pfarrkirche St. Margaret in Untersendling (heute: Stadtbezirk 6 Sendling in München) ist ein kunsthistorisch interessanter und geschichtlich bedeutsamer Kirchenbau im Stil oberbayerisch-barocker Dorfkirchen. Die Kirche ist der heiligen Margareta von Antiochia geweiht.

## Geschichte
Der Bau auf der Hangkante der Isarterrasse am Lindwurmberg (Plinganserstraße 1, Ecke Lindwurmstraße) wurde von 1711 bis 1713 nach Plänen von Wolfgang Zwerger errichtet. Die Kirche ist der Nachfolgebau für ein früheres, wahrscheinlich gotisches Gotteshaus, welches bei der Sendlinger Mordweihnacht (Sendlinger Bauernschlacht) 1705 so stark zerstört wurde, dass ein Neubau erfolgen musste. Reste der mittelalterlichen Bausubstanz wurden wohl vor allem im Turm verwendet. In das linke Apsisfenster wurde das einzige erhaltene Glasgemälde aus dem Vorgängerbau eingesetzt, es ist signiert und datiert mit „Lienhart Ötl 1493“. Renovierungen der Kirche erfolgten 1935/36, 1964/65 nach Beseitigung von Bombenschäden und 2003–05 in Vorbereitung auf den dreihundertsten Jahrestag der Bauernschlacht.

## Beschreibung
Die Kirche hat ein lisenengegliedertes vierachsiges Langhaus mit einem angefügten 3/8-Chor unter einem gemeinsamen Walmdach, das seit der jüngsten Renovierung wieder mit Holzschindeln gedeckt ist, wie es wahrscheinlich auch bei der Erbauung war. Der Turm mit quadratischem Grundriss ist in die dem Chor gegenüberliegende, neubarocke Westfassade eingebaut, er ist in den oberen beiden Geschossen achteckig und von einer Haube mit Laterne gekrönt. Die Giebelwand schmückt ein Relieftondo von Friedrich Kühn mit dem Auferstehungschristus, darüber ein Papstwappen.
An der Südseite sind eine zweiräumige Sakristei und ein Portalvorbau angefügt.

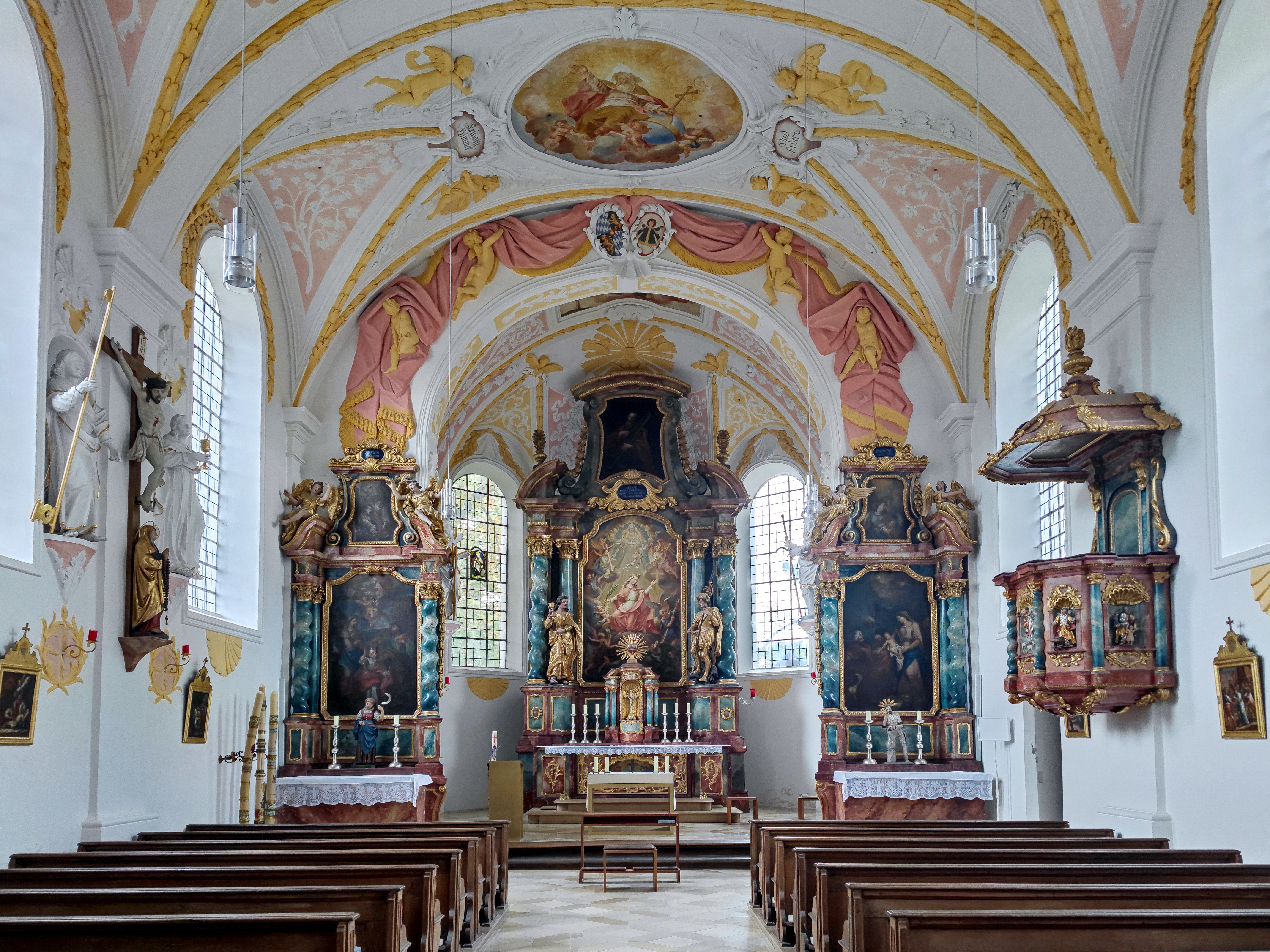
Alt-St.-Margaret: Innenraum

### Innenraum
Der Hauptraum ist rechteckig unter einer Flachtonne mit Stichkappen, die durch mit auf flachen Pilastern aufsetzenden Gurtbogen gegliedert ist, das Gewölbe weist eine reiche, farbig gefasste Stuckierung von Peter Franz Appiani auf.

#### Altäre
Der Hochaltar mit der Hl. Margaret von 1712 stammt von Franz Fröhlich, die seitlichen Holzfiguren zeigen die Heiligen Johannes und Georg.

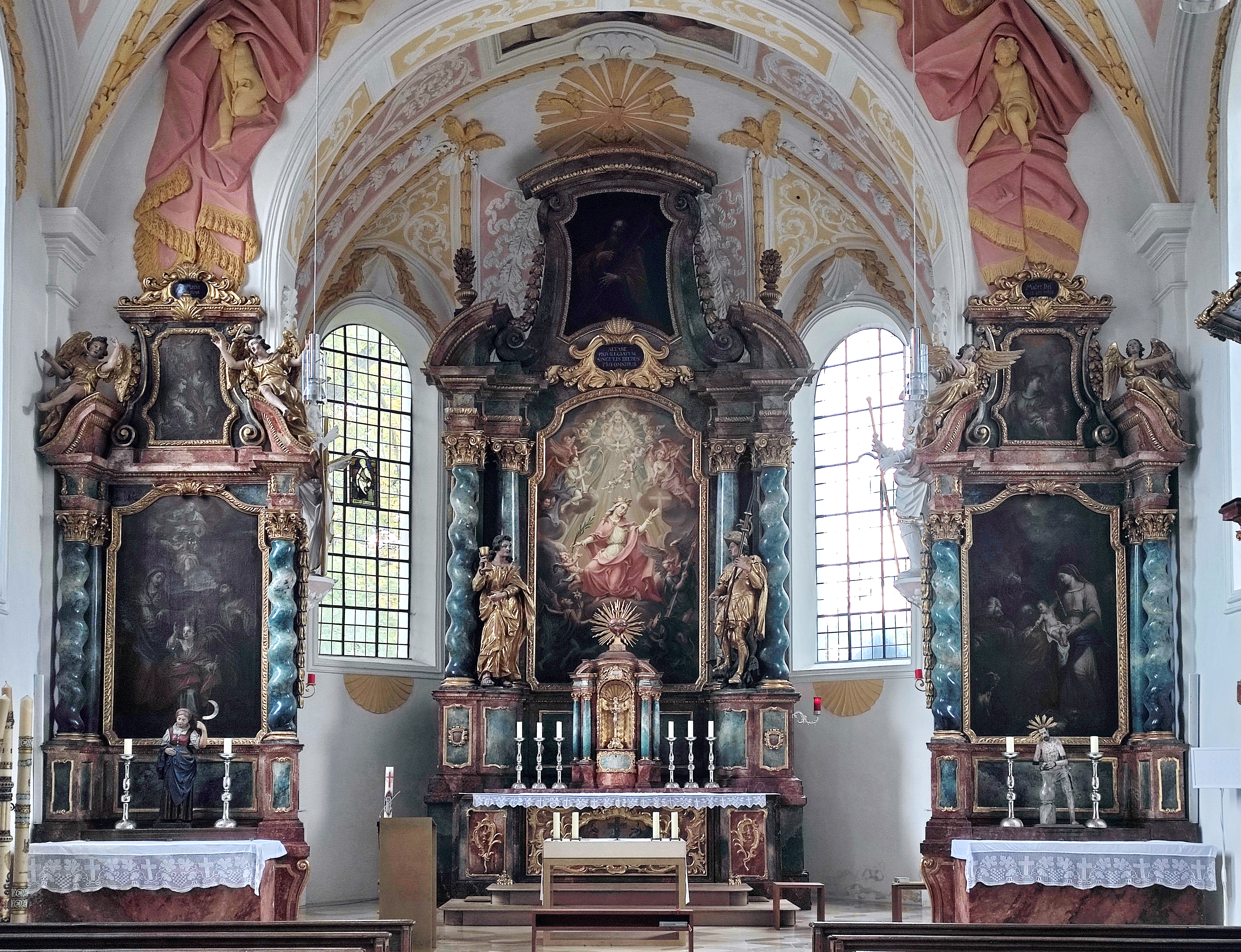
Alt-St.-Margaret: Hochaltar

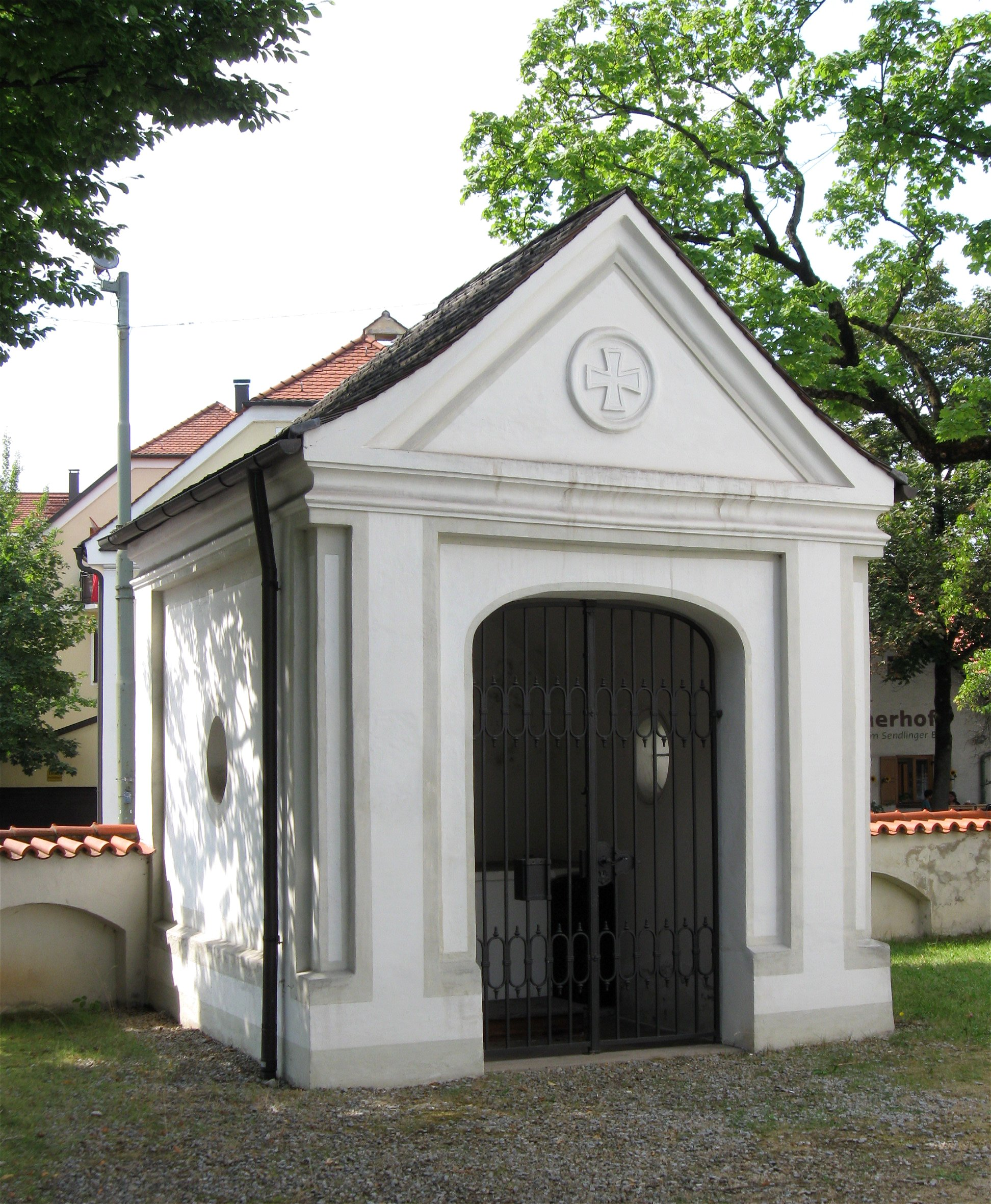
Seelenkapelle (Beinhaus) in der Umfriedung integriert

Der linke Seitenaltar mit der Hl. Familie ist von Johann Baptist Unterstainer, der rechte Seitenaltar mit der Mutter Gottes mit Jesuskind und den Hl. drei Königen von einem unbekannten Künstler.

#### Sonstiges
Die Kanzel am ersten Pfeiler der Südwand stammt von Ignaz Johann Gräßl, die Figur des Salvator mundi ist wiederum von F. Fröhlich und auch die Apostel werden ihm zugeschrieben.
In den Scheitelfeldern des Gewölbes befinden sich (teilweise übermalte) Fresken, die dem Stil nach Caspar Gottfried Stuber zugeschrieben werden, der sie wohl 1712 gemeinsam mit seinem Sohn Nikolaus Gottfried Stuber gemalt haben dürfte. Die Fresken stellen dar (von Ost nach West): Maria Immaculata, Gott Vater bei der Erschaffung von Himmel und Erde, ein von einem Strahlenkranz mit Engeln umgebenes „Heiliggeistloch“, Sündenfall und Erlösung, (über der Orgel:) Christus als Weltenrichter (Jüngstes Gericht).

### Außenflächen
An der nördlichen Außenwand unter einem Satteldach über dem Portal stellt ein großes Fresko von Wilhelm Lindenschmit d. Ä. aus dem Jahr 1830 die Sendlinger Bauernschlacht 1705 dar. Das Fresko und der übrige Kirchenbau wurden 2003–04 gründlich restauriert, um für den 300. Jahrestag des Aufstandes zu Weihnachten 2005 gerüstet zu sein.
Außen befindet sich eine kleine offene Kapelle. Diese stellt ein Beinhaus dar, in dem die Schädel von Verstorbenen hinter Eisengitter aufbewahrt werden. Über Namen oder Herkunft der Gebeine gibt es keine Informationen.

## Orgel
Die Orgel wurde 1860 von der Orgelbaufirma Max Maerz (München) erbaut und gehört zu den größten erhaltenen Orgel von Max Maerz, dem Begründer der Münchner Orgelbauerfirma Anfang des 20. Jahrhunderts. In den 1960er Jahren wurde die Orgel umgebaut, um ein zweites Manual erweitert und die Originalsubstanz teilweise zerstört. Bei der Restaurierung 2006 durch die Firma Alois Linder (Nußdorf a. Inn) sind Spieltisch, Traktur, Pedallade, Windanlage sowie die Originaldisposition rekonstruiert worden. Es handelt sich um eine mechanische Schleifladenorgel mit insgesamt zwölf Registern.
Die Disposition lautet wie folgt:
| Manual C–f3 |             |       |
| 1.          | Principal   | 8′    |
| 2.          | Gedeckt     | 8′    |
| 3.          | Gamba       | 8′    |
| 4.          | Dulciana    | 8′    |
| 5.          | Octave      | 4′    |
| 6.          | Flöte       | 4′    |
| 7.          | Quinte      | 2 ⁄3′ |
| 8.          | Superoktave | 2′    |
| 9.          | Mixtur III  | 1 ⁄3′ |

| Pedal C–f0 |           |        |
| 10.        | Subbass   | 16′    |
| 11.        | Octavbass | 8′     |
| 12.        | Quintbass | 5 1⁄3′ |

- Koppel: I/P (Ventilkoppel)

## Bedeutung
Bei der alten Pfarrkirche St. Margaret handelt es sich um eine typisch oberbayerisch-barocke Dorfkirche mit unbeeinträchtigt erhaltener homogener Ausstattung aus der Erbauungszeit.
Darüber hinaus ist die Kirche, oder besser der Ort, auf dem der Vorgängerbau stand, historisch bedeutsam als Schauplatz der letzten Gefechte bei der Sendlinger Mordweihnacht im Jahr 1705, in welcher 1.000 Menschen, vorwiegend Bauern und Kleinbürger aus dem Oberland durch österreichische Besatzungstruppen niedergemetzelt wurden. Weitere siebenhundert wurden gefangen genommen, von diesen wurde ein Teil später hingerichtet. Auf kaiserlicher Seite wurden zusammen etwa 40 Gefallene und Verwundete gezählt. Auf dem Friedhof liegen zwischen ein- bis zweihundert der Opfer in Massengräbern begraben, an sie erinnert ein klassizistisches Denkmal aus dem Jahr 1830. Mehrere hundert Tote fanden ihre letzte Ruhestätte auf dem Alten Südfriedhof vor den Toren Münchens in der Nähe des Sendlinger Tors.
Gegen Ende der „Sendlinger Mordweihnacht“ konnten sich einige Aufständische nach Sendling durchschlagen, wo sie sich erneut verschanzten. Kurz darauf nahmen auch hier die kaiserlichen Truppen Aufstellung. Die aufständischen Oberländer ergaben sich und legten ihre Waffen nieder. Die kaiserlichen Offiziere gewährten nur scheinbar Pardon und ließen die entwaffneten Revolutionäre an Ort und Stelle niedermetzeln.
Einige letzte Überlebende flüchteten auf den Friedhof von St. Margaret in der Hoffnung, die kaiserlichen Truppen würden zumindest am Weihnachtstag den geweihten Bezirk achten und dort nicht angreifen. Doch auch hier kannten die Besatzer kein Pardon und töteten jeden; auch die Kirche wurde mehr oder weniger vollständig zerstört und Sendling geplündert. Als einer der letzten Verteidiger soll der sagenhafte „Schmied von Kochel“ gefallen sein. Den wenigsten der Aufständischen gelang die Flucht.
Das Fresko von Lindenschmit über dem nördlichen Portal zeigt die erste bekannte Darstellung des 1831 von Hans Ferdinand Maßmann als „Schmied von Kochel“ bezeichneten legendären Volkshelden, dessen reale Existenz ungesichert ist. Zwar werden ihm verschiedene Namen zugeschrieben („Balthasar Riesenberger“, „Balthasar Schmied“, „der Schmied-Balthes“ und andere), doch der zu jener Zeit tatsächlich in Kochel tätige Schmied hieß Georg Heinrici und verstarb erst um 1720.

## Denkmal für den „Schmied von Kochel“

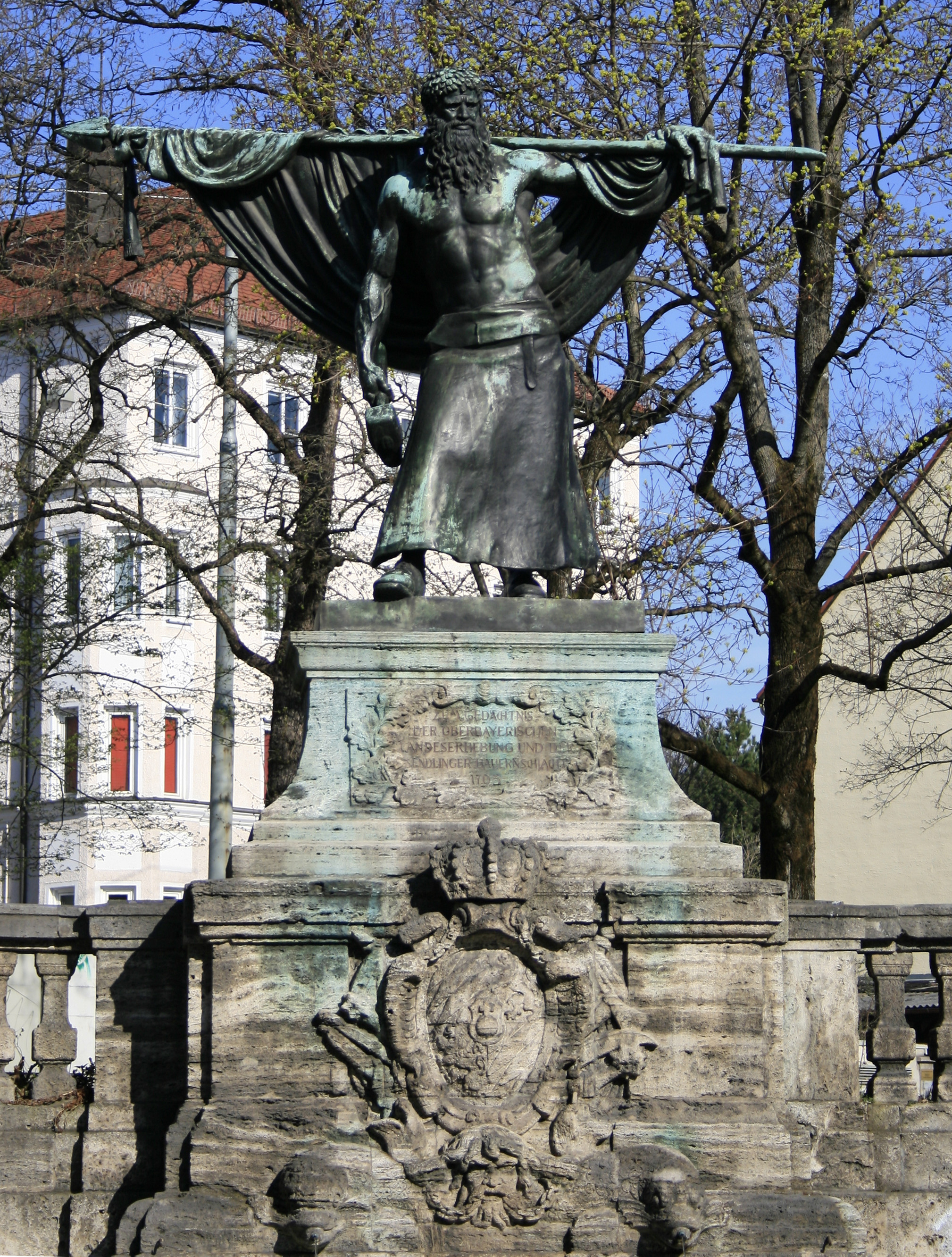
Das Schmied-von-Kochel-Denkmal

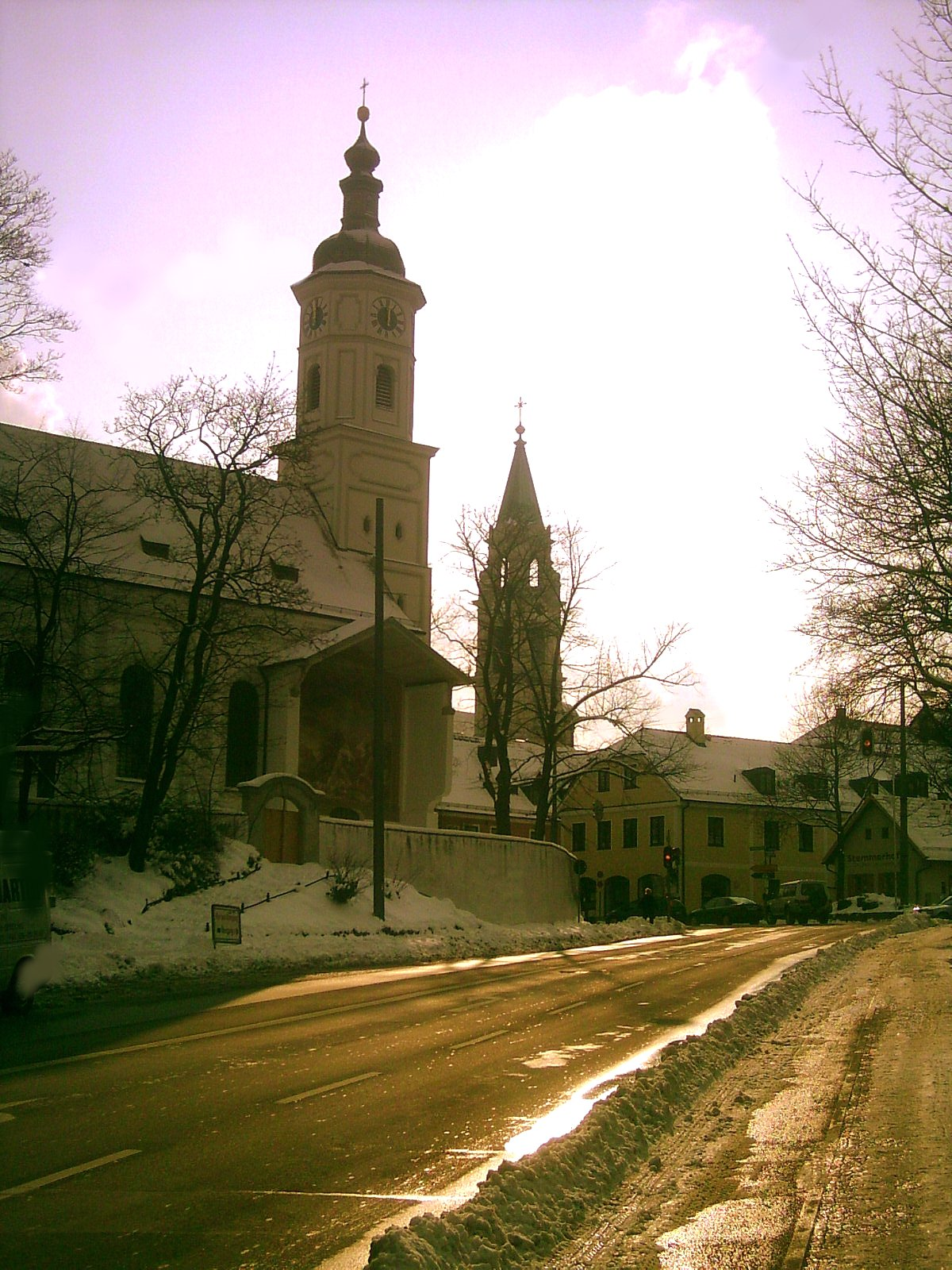
Die Kirche von Nordosten (Lindwurmstraße), hinten der Turm der neuen Pfarrkirche St. Margaret

Gegenüber der Kirche auf der anderen Seite der Lindwurmstraße steht ein Denkmal für den sagenhaften „Schmied von Kochel“, der dem Mythos zufolge hünenhaft groß und bereits 70 Jahre alt gewesen sein soll, als er, verschanzt auf dem Kirchhof von St. Margaret, mit einem Morgenstern in der rechten (auf dem Fresko, die Skulptur trägt einen Schmiedehammer) und der Flagge der Aufständischen in der linken Hand bis zuletzt tapfer Widerstand geleistet habe. Initiiert hatte das Monument mit Brunnen 1904 der Archivrat Ernst von Destouches, die Grundsteinlegung erfolgte 1905 bei der 200-Jahr Gedenkfeier in Anwesenheit des Prinzregenten. Die Plastik wurde von Carl Ebbinghaus gestaltet, die Architektur von Carl Sattler. Eingeweiht wurde das fertiggestellte Denkmal 1911.